# Batalla de Santa Isabel (1866)
La batalla de Santa Isabel tuvo lugar el 1 de marzo de 1866 en la Hacienda de Santa Isabel en las cercanías de Parras de la Fuente en el estado de Coahuila, México, entre elementos del ejército mexicano de la república, al mando del general Andrés S. Viesca y tropas francesas al servicio del Segundo Imperio Mexicano comandadas por el general galo De Briand, quien murió en la batalla, junto con sus oficiales el teniente Roiyaux, el teniente Schmidt, el capitán Cazes, el capitán Moulini, el teniente Ravix y un comandante. Sus aliados mexicanos huyeron con grandes pérdidas, esto al intentar asaltar por sorpresa amparados en la oscuridad la hacienda de Santa Isabel, Briand no calculó que los mexicanos estarían tan bien armados y en gran número por lo que fueron rechazados en tres ocasiones y en la desordenada retirada que se produjo después del tercer asalto los mexicanos aniquilaron a la fuerza francesa al rodearlos completamente. En el triunfante bando republicano combatieron también en esta batalla el coronel Jerónimo Treviño, Francisco Naranjo, Ildefonso Fuentes de Hoyos y el coronel Pedro A. Gómez.

## Antecedentes
A principios de 1866 los imperialistas controlaban las ciudades de Saltillo, Monterrey y Matamoros. Así como otras poblaciones de menor importancia como la villa de Parras. Mariano Escobedo, general en jefe del Ejército del Norte, era el encargado de dirigir las operaciones militares que tenían por objetivo la expulsión de los imperialistas de la zona.
Uno de los generales republicanos bajo las órdenes de Escobedo, Andrés S. Viesca, gobernador de Coahuila, deseaba recuperar Parras, pese a las reservas de Escobedo. No obstante, este último autorizó a los coroneles Jerónimo Treviño y Francisco Naranjo salir a apoyar a Viesca.
Viesca, quién se encontraba en Monclova, salió rumbo a Parras, pero al no poder contactar con Treviño y Naranjo se regresa a la hacienda de Castaños, a poca distancia de Monclova. De dicha población le llegan nuevos refuerzos, con los que sale el 5 de febrero con 500 hombres y tres piezas de artillería, con la esperanza de llegar a Parras entre el 5 y 6 de febrero. Viesca pensaba que podría distraer a las fuerzas imperialistas que tenían control de Saltillo y Monterrey para poder atacar Parras. Sin embargo, los problemas logísticos y la falta de recursos complicaron su avance.
El 9 de febrero, Viesca llegó a la villa de Parras, donde se encontró con que los imperialistas habían abandonado la plaza. Sin embargo, pocos días después, los jefes imperialistas Máximo Campos y Francisco Treviño, con una fuerza considerable, regresaron para atacar. A pesar de ser inferior en número, las fuerzas republicanas lograron repeler a los atacantes, forzando su retirada hacia el sur.
Pese a la victoria, Viesca sabía que la situación seguía siendo peligrosa debido a la amenaza constante de las fuerzas imperialistas, especialmente con el avance de tropas francesas hacia Parras. Sin embargo, la falta de recursos le impidió asegurar la plaza. Finalmente, después de diversas maniobras y encuentros con las fuerzas imperialistas, Viesca se trasladó a la región de La Laguna, donde continuó su lucha con la esperanza de mantener el control sobre el sur de Coahuila y hacer frente a las fuerzas invasoras.
El 16 de febrero el Conde de Brian, comandante imperialista de Saltillo, entró a Parras con una columna de la Legión Extranjera, compuesta por 150 hombres a la que se sumó la caballería de Máximo Campos. El día 20 del mismo mes, de Brian reinstaura a Campos como prefecto de Parras.
El 27 de febrero Viesca es informado que los coroneles Jerónimo Treviño y Francisco Naranjo habían salido de Villaldama con la 1° y 2° brigadas de caballería del Ejército del Norte con el objetivo de unírsele y juntos atacar Parras.

## Batalla
De Brian, enterado de que había un contingente del ejército liberal en el rancho de Santa Isabel, a once kilómetros de la ciudad, decidió salir a atacarlos. Marchó de Parras la noche del 28 de febrero con 150 hombres de la Legión Extranjera, 150 hombres de infantería y 100 jinetes mexicanos al mando de Máximo Campos. La caballería francesa, por su parte estaba bajo las órdenes del capitán Moulinier. En Parras dejó una compañía de 80 hombres al mando del teniente Bastidon.
A la media noche, la avanzada imperialista llegó a la hacienda de San Lorenzo, que estaba ocupada por soldados republicanos que la abandonaron tras disparar una vez contra los imperialistas. Estos últimos ocuparon la hacienda y descansaron durante una hora antes de continuar.
En la madrugada del 1 de marzo, hacia las tres de la mañana, el coronel Jerónimo Treviño, quién había llegado la tarde del 28 de febrero a la hacienda, se enteró de los movimientos de los imperialistas, pero no les dio importancia hasta que nuevos informes le hicieron darse cuenta de que éstos pretendían atacar su posición. Según el parte del general Viesca, la defensa fue acordada entre él y Treviño.
Hacia las cuatro de la mañana, de Brian tomó a una compañía para encabezar el ataque y ordenó al resto de su columna que se unieran en cuanto escuchasen la trompeta y sonara la carga . Según el testimonio de un sargento mayor imperialista capturado, de Brian y sus hombres habían visto dos fogatas y recibido fuego: fue entonces que el comandante dividió sus tropas y se dispuso al ataque, pero al oír la trompeta los disparos republicanos se interrumpieron por lo que, pensando que los republicanos habían huido, la columna imperialista avanzó. Según el parte de Treviño, éste organizó la defensa cuando ya comenzaba el ataque de los imperialistas, quienes avanzaban sobre las trincheras de los Guardias Nacionales de la República, pero fueron recibidos por una descarga del escuadrón Monclova bajo el mando del teniente coronel Ildefonso Fuentes.
En cuanto vieron el fuego del combate, las otras dos compañías francesas y sus aliados mexicanos comenzaron a moverse con el objetivo de tomar el cerro. La caballería imperialista buscó flanquear por la izquierda a los republicanos, mientras que la infantería hacía lo propio por la derecha. Para cuando estos refuerzos llegaron, el ataque principal ya había sido rechazado por la brigada del coronel Francisco Naranjo y parte de la brigada de Coahuila.
El ataque de la infantería francesa fue repelido por los republicanos, quiénes estaban atrincherados detrás de muros y abrían fuego con dos cañones impidiendo a los franceses tomar el cerro. Por otra parte, la caballería fue derrotada por 500 jinetes. Eran Lanceros de los Supremos Poderes y Lanceros de Coahuila bajo las órdenes de los tenientes coronel Pablo Gómez y Emiliano Laing, respectivamente.
Los imperialistas se retiraron, en su huida tuvieron que adentrarse en una barranca que corre paralelo al camino, donde no encontraron salida y fueron capturados. Del destacamento francés fueron capturados un oficial y 68 hombres, 28 de los cuales estaban heridos. El resto murieron. Entre los muertos en combate estaba el propio de Brian, así como los capitanes Cazes, Ravix y Moulinier.
A las seis de la mañana, algunos jinetes mexicanos que lograron huir llegaron a Parras, donde informaron de la derrota a Bastidon.